# Khải Xuân
Khải Xuân là một xã thuộc huyện Thanh Ba, tỉnh Phú Thọ, Việt Nam.
Xã có diện tích 12,12 km², dân số năm 1999 là 5.299 người, mật độ dân số đạt 437 người/km².